# Янчер
Янчер — река в России, протекает в Кочёвском районе Пермского края. Устье реки находится в 202 км по левому берегу реки Коса. Длина реки составляет 37 км.
Исток реки на Верхнекамской возвышенности в лесном массиве близ границы с Кировской областью на границе с Юрлинским районом. Исток находится на водоразделе, рядом берут начало реки Кужва и Лолог. В верховьях также называется Нилинский Янчер. Генеральное направление течения — юго-восток. Протекает деревни Акилово, Никитино и Шаньшерово (Кочёвское сельское поселение). Впадает в Косу у деревни Усть-Янчер в 16 км к юго-западу от села Кочёво.

## Притоки (км от устья)
- река Петельволь (лв)
- река Скок (лв)
- 17 км: река Малый Янчер (пр)
- 17 км: река Шудья (лв)
- река Чатковка (пр)
- 26 км: река Ижевка (пр)

## Данные водного реестра
По данным государственного водного реестра России относится к Камскому бассейновому округу, водохозяйственный участок реки — Кама от истока до водомерного поста у села Бондюг, речной подбассейн реки — бассейны притоков Камы до впадения Белой. Речной бассейн реки — Кама.

По данным геоинформационной системы водохозяйственного районирования территории РФ, подготовленной Федеральным агентством водных ресурсов:
- Код водного объекта в государственном водном реестре — 10010100112111100002386
- Код по гидрологической изученности (ГИ) — 111100238
- Код бассейна — 10.01.01.001
- Номер тома по ГИ — 11
- Выпуск по ГИ — 1